# Арбенаші
Арбенаші (рум. Arbănași) — село у повіті Бузеу в Румунії. Входить до складу комуни Бечень.
Село розташоване на відстані 118 км на північний схід від Бухареста, 28 км на північ від Бузеу, 101 км на захід від Галаца, 92 км на схід від Брашова.

## Населення
За даними перепису населення 2002 року у селі проживали 10 осіб, усі — румуни. Усі жителі села рідною мовою назвали румунську.